# Cục quản lý Thiên văn, Địa vật lý và Khí quyển Philippines
Cục quản lý Thiên văn, Địa vật lý và Khí quyển Philippines (tiếng Anh: Philippine Atmospheric, Geophysical and Astronomical Services Administration, viết tắt là PAGASA, mang ý nghĩa là "hy vọng" trong tiếng Philippines), là một viện quốc gia của Philippines chuyên cung cấp cảnh báo bão lũ, dự báo thời tiết chung và đưa ra cố vấn, khí tượng, thiên văn, khí hậu cùng những thông tin chuyên ngành khác chủ yếu nhằm bảo vệ nhân mạng và hỗ sợ kinh tế, sản xuất và phát triển bền vững. Cơ quan được thành lập vào ngày 8 tháng 12 năm 1972.